# بارگاس
بارگاس (به اسپانیایی: Bargas) یک شهرستان در اسپانیا است که در استان تولدو واقع شده‌است.

## خصوصیات
بارگاس ۹۰ کیلومترمربع مساحت و ۷٬۹۶۳ نفر جمعیت دارد و ۵۰۰ متر بالاتر از سطح دریا واقع شده‌است.